# Enea
Enea S.A. — польська енергетична компанія зі штаб-квартирою в Познані.
«Grupa Enea», яка є дочірньою компанією «Enea SA», працює на ринку енергетики за такими напрямками:
- Видобуток вугілля (Lubelski Węgiel «Bogdanka»);
- Виробництво електроенергії (Enea Wytwarzanie sp. z o.o., Elektrownia Kozienice та Enea Elektrownia Połaniec S.A., Elektrownia Połaniec);
- Розподіл електроенергії (Enea Operator sp. z o.o.);
- Дистрибуція енергоносіїв (Enea SA — роздрібна торгівля, Enea Trading sp. z o. o. — гуртовий продаж);

Група Enea також проводить діяльність у сфері виробництва, розподілу та продажу тепла (Enea Ciepło, раніше MPEC Białystok, а також MEC Piła та PEC Oborniki), а також у сфері освітлення (Enea Klimatyzacja sp. Z oo).
«Grupa Enea» є лідером у виробництві електроенергії у Польщі.

## Grupa Enea
«Grupa Enea» створена в результаті об'єднання п'яти електростанцій (Познань, Бидгощ, Щецин, Зелена Гура та Гожув-Великопольський), а також подальших придбань (включаючи електростанцій в Козеніце та Поланцю). Перша назва компанії — «Grupa Energetyczna Enea». 1 липня 2007 року, відповідно до директиви Європейського Союзу, оператор системи розподілу був відокремлений від групи — «Enea Operator».
Група здійснює свою діяльність у таких воєводствах: Західнопоморське, Любуське воєводство, Куявсько-Поморське, Великопольське, Нижньосілезьке і Поморське (п'ять регіонів розподілу «Enea Operator»), а також Мазовецьке (Enea Wytwarzanie), Свентокшиське (Enea Połaniec), Підляське (Enea Ciepło) та Люблінське (LW Bogdanka).

### Enea S.A.
Enea SA — головна компанія групи та дистрибутор електроенергії. З 18 листопада 2008 року торгується на Варшавській фондовій біржі.

### Enea Operator
«Enea Operator» обслуговує клієнтів на загальній площі 58 213 км². До структури входить 5 філій та 32 регіони розподілу:
- Філія в Бидгощі
  - Регіони Бидгощ, Хойніце, Іновроцлав, Моґільно, Накло-над-Нотецем, Свеце
- Філія в Гожуві-Велькопольському
  - Регіони Гожув-Велькопольський, Хощно, Дембно, Мендзихуд, Суленцин
- Філія в Познані
  - Регіони Познань, Ходзеж, Гнезно, Лешно, Опалениця, Піла, Шамотули, Валч, Вжесьня
- Філія в Щецині
  - Регіони Щецин, Голенюв, Грифіце, Мендзиздроє, Старгард
- Філія в Зеленій Гурі
  - Регіони Зелена Гура, Вольштин, Кросно-Оджанське, Свебодзін, Жари, Нова Суль.

### Інші підрозділи
- Enea Wytwarzanie
- Enea Trading
- Enea Serwis
- Enea Oświetlenie
- Enea Innowacje
- Enea Ciepło
- Enea Ciepło Serwis
- Enea Pomiary
- Enea Elektrownia Połaniec
- Enea Logistyka
- Enea Centrum
- Enea Bioenergia
- Lubelski Węgiel Bogdanka S.A.

## Власники
Акціонери компанії (на 31 грудня 2018 року):
| Акціонер    | Кількість акцій | Частка (%) |
| ----------- | --------------- | ---------- |
| Уряд Польщі | 227 364 428     | 51,50      |
| Інші        | 214 078 150     | 48,50      |